# Andrij Derysemlja
Andrij Wassylowytsch Derysemlja (ukrainisch Андрій Васильович Дериземля, auch englisch Andriy Deryzemlya, wiss. Transliteration Andrij Deryzemlja; * 18. August 1977 in Schowtnewe, Oblast Sumy, Ukrainische SSR, Sowjetunion) ist ein ehemaliger ukrainischer Biathlet.
Der in Tschernihiw lebende Andrij Derysemlja startete für Dynamo Kiew und wurde von Mykola Soz trainiert. Biathlon betrieb er seit 1989 und gehörte ab 1996 dem Nationalteam an. 1996 gab er sein Debüt im Biathlon-Weltcup bei einem Sprint in Östersund (81.). 1999 lief er bei einem Sprint am Holmenkollen in Oslo erstmals auf das Podest und unter die besten drei. In Antholz konnte er 2003 in einem Massenstart sein einziges Weltcuprennen gewinnen.
1998 in Nagano, 2002 in Salt Lake City, 2006 in Turin und 2010 in Vancouver nahm er an Olympischen Spielen teil. Sein bestes Ergebnis war dabei ein 5. Platz im Sprint 2010 in Vancouver.
An Weltmeisterschaften nahm er zwischen 1997 und 2007 immer teil. Bei den Titelkämpfen 2005 in Hochfilzen erreichte er in Sprint (11.), Verfolgung (8.) und Massenstart (6.) gute Ergebnisse. Am 3. Februar 2007 feierte er seinen bisher größten Erfolg. Er gewann bei den Biathlon-Weltmeisterschaften 2007 in Antholz im Sprintrennen die Bronzemedaille.

## Biathlon-Weltcup-Platzierungen
Die Tabelle zeigt alle Platzierungen (je nach Austragungsjahr einschließlich Olympische Spiele und Weltmeisterschaften).
- 1.–3. Platz: Anzahl der Podiumsplatzierungen
- Top 10: Anzahl der Platzierungen unter den ersten zehn (einschließlich Podium)
- Punkteränge: Anzahl der Platzierungen innerhalb der Punkteränge (einschließlich Podium und Top 10)
- Starts: Anzahl gelaufener Rennen in der jeweiligen Disziplin
- Staffel: inklusive Mixed-Staffel

| Platzierung                      | Einzel | Sprint | Verfolgung | Massenstart | Team | Staffel | Gesamt |
| -------------------------------- | ------ | ------ | ---------- | ----------- | ---- | ------- | ------ |
| 1. Platz                         |        |        |            | 1           |      |         | 1      |
| 2. Platz                         |        |        | 1          |             |      |         | 1      |
| 3. Platz                         |        | 5      |            |             |      |         | 5      |
| Top 10                           | 3      | 10     | 4          | 7           |      | 5       | 29     |
| Punkteränge                      | 14     | 40     | 27         | 22          | 1    | 6       | 110    |
| Starts                           | 37     | 108    | 51         | 23          | 1    | 6       | 226    |
| Stand: nach der Saison 2009/2010 |        |        |            |             |      |         |        |